# Chaitophorus nudus
Chaitophorus nudus är en insektsart som beskrevs av Richards 1966. Chaitophorus nudus ingår i släktet Chaitophorus och familjen långrörsbladlöss. Inga underarter finns listade i Catalogue of Life.